# Mala Loka, Trebnje
Mala Loka je naselje v občini Trebnje.
Mala Loka je naselje, ki obsega grad Malo Loko z nekaj hišami na griču nad Krtino ter nekaj hiš ob cesti proti Čatežu. Polja so pretežno v ravnini, na nizkem podolgovatem hribu Goleku med Veliko Loko in Kukenberkom pa je rezervoar za vodo. 
Dvorec Mala Loka verjetno stoji na prazgodovinski naselbini, v bližini pa so bili najdeni tudi rimski grobovi, ostanki rimskih poslopij in kamnita sekira. Po Valvasorju je bil grad prvotno last baronov Gallov, med kasnejšimi lastniki pa so bili Ernest Zupančič, Jurij Lukančič in rodbina Widerkhern s koreninami v Švici. Leta 1853 je po ženitvi z dedinjo Justino Widerkhern grad prišel v roke Marka Terbuhoviča, ki se je kasneje po ženini smrti drugič poročil z njeno sestrično Marijo, ki je na gradu umrla v visoki starosti kot oskrbovanka sester svetega Frančiška. Markov sin Evgen Terbuhovič je namreč pred koncem prve svetovne vojne grad s posestvom prodal deželnemu odboru, leta 1929 pa ga je prevzela Gospodarska zveza v Ljubljani in tu leto pozneje odprla gospodinjsko šolo, ki so jo do leta 1949 vodile šolske sestre. Nato so bili 2 leti v gradu gospodinjski tečaji, od 1951 do 1959 gospodinjska in do 1961 kmetijska šola. Po drugi svetovni vojni je grad prešel v roke KZ Trebnje, ki je v hlevih vzrejala plemensko govedo, danes pa je v zasebnih rokah. Notranjščina stavbe je že močno prezidana, starejše arhitekturne prvine niso ohranjene, nekatere druge pa so na grad prinesli od drugod. Ob graščini je ohranjen obzidan vrt z baročno grajsko kapelo, ki jo je v tridesetih letih dvajsetega stoletja preuredil arhitekt Ivan Vurnik, danes pa je v njej stalna razstava slik. 
Pod gradom je na Temenici delovala grajska žaga, ki je bila malo pred drugo vojno porušena. 